# Sideroxylon boutonianum
Sideroxylon boutonianum är en tvåhjärtbladig växtart som beskrevs av A.Dc. Sideroxylon boutonianum ingår i släktet Sideroxylon och familjen Sapotaceae.
Artens utbredningsområde är Mauritius. Inga underarter finns listade i Catalogue of Life.